# كارينجتون بمانشستر الكبرى
كارينجتون هي قرية وأبرشية مدنية في متروبوليتان بورو أوف ترافورد، مانشستر الكبرى بإنجلترا. تاريخيا تعد كارينجتون جزء من شيشاير والتي تقع غرب منطقة مانشستر الحضرية الكبرى، وتضم العديد من المناطق الصناعية.

## التاريخ
اقترحت العديد من المشتقات من اسم كارينجتون ، وكلها من اللغة الإنجليزية القديمة، فأصل كلمة كارينغتون رجح انه يعود الى لتركة مرتبطة برجل يدعى كارا، في حين رجح البعض الآخر ان الجزء الأول من  الكلمة Caring و التي تعني بالعربية الرعاية ولذلك فالمنطقة مرتبطة بالرعاية و الرعي، بينما يرى آخرون ان الكلمة قد تعني النهر المنثني باعتبار انها مأخوذة من كلمة Cring و بذاك فالمكان إما انه مرتبط بالرعي أو بالإستيطان في منطقة منعطف النهر. وقد كانت كارينجتون تُعرف باسم كارينتونا في القرن الثاني عشر. .

## الصناعة
تمتلك كارينجتون كمية كبيرة من الغاز و المواد الكيميائية حيث تنتج الغازات عن طريق التقطير الجزئي للهواء السائل. وقد استثمرت كارينجتون كموقع لتكرير المواد الكيميائية والتي تنتج البوليثين والبوليسترين.
كانت محطة كارينجتون للطاقة تتمركز على الضفة الجنوبية لقناة مانشستر للسفن. على الرغم من اقتناء الأرض لبناء المحطة في عام 1916 إلا أن أعمال البناء بدأت في عام 1947. افتتاحت المحطة في عام 1956 ثم تم إيقاف تشغيلها في أواخر الثمانينيات ولاحقا هدمت باستخدام المتفجرات في عام 1991، بعد أن ظلت متوقفة عن العمل لعدة سنوات. كل ما تبقى اليوم هو محطة تبديل كبيرة بقوة 400 كيلوفولت. كان للمحطة محفز سكة حديد خاص بها تمتد من خط جليزبروك إلى خط ستوكبورت تيفيوت ديل. لا يزال من الممكن رؤية أدلة على أثر وجود  محفز السكة الحديدية الخاصة بالمحطة من البوابات حيث يتقاطع الخط مع طريق مانشستر.
حصلت شركة برايدستونز للتنمية على إذن لتخطيط محطة طاقة تستند على توربينات الغاز ذات الدورة المزوجة والتي سيتم بناؤها في نفس موقع محطة الطاقة القديمة عام 2007. بدأ بناء محطة الطاقة الجديدة في عام 2013 واكتمل في خريف عام 2016. مقارنةً بكمية الطاقة المتولدة من المحطتين فإن المحطة الجديدة ستولد ثلاثة أضعاف الطاقة التي تولدها محطة الطاقة القديمة التي تعمل بالفحم، والتي وستشغل نصف مساحة الموقع القديم وستصدر نصف ثاني أكسيد الكربون فقط كمخلفات. شارك حوالي 600 شخص في بنائها وعند تشغيلها سيكون هناك حوالي 40 موظفا يعملون في محطة الطاقة. ستولد محطة الطاقة الجديدة ما يصل إلى 880MW من الكهرباء وهو ما يكفي لتزويد ما يقارب المليون منزل. بعض أجزاء المصنع الجديد كانت كبيرة جدا  لدرجة أنها نُقلت إلى موقع البناء عبر قناة مانشستر الملاحية.

## المستقبل
خصص موقع نيو كارينجتون بما في ذلك موقع شل السابق للتطوير في إطار العمل المكاني لمانشستر الكبرى حيث يمكن أن يوفر الموقع حوالي 11500 مسكن و 750.000 متر مربع كمساحة أرضية للعمل.

## الرياضة
تمتلك مانشستر يونايتد مركز تدريب ترافورد كما امتلكت بوري سابقا مركز تدريب كارينجتون في كارينجتون موس، وكذلك نادي سيل شاركش ‏ للريجي.

## الديموغرافيا
بلغ إجمالي عدد سكان كارينغتون 396 نسبة الى تعداد عام 2001 في المملكة المتحدة. لكل 100 أنثى كان يقابلها 110.6 ذكر وكما بلغ متوسط حجم الأسرة 2.62. ما يقارب 53,3% من الفئة العمرية التي تتراوح أعمارهم بين 16-74 عامًا في كارينغتون لم يمتلكوا مؤهلات أكاديمية أو شهادة الثانوية العامة وهي نسبة اعلى مما يقابلها في ترافورد (40,8%) وفي إنجلترا 45.5٪. وفقا للتعداد ، كان 1.75 ٪ عاطلين عن العمل و 34.39 ٪ غير نشطين اقتصاديا. حدد متوسط أعمار المواطنين الذين لم تتجاوز أعمارهم 16 عاما بنسبة 21.72% الذين تبلغ أعمارهم 75 عاما بنسبة 6.31% كما بلغ متوسط عمر سكان كارينغتون الذين تتراوح أعمارهم مابين ( 37 - 24) بنسبة66.41%، وقد صنفوا بأن صحتهم جيدة.

### التغير السكاني
| التغير السكاني في كارينجتون منذ عام 1801 | التغير السكاني في كارينجتون منذ عام 1801 | التغير السكاني في كارينجتون منذ عام 1801 | التغير السكاني في كارينجتون منذ عام 1801 | التغير السكاني في كارينجتون منذ عام 1801 | التغير السكاني في كارينجتون منذ عام 1801 | التغير السكاني في كارينجتون منذ عام 1801 | التغير السكاني في كارينجتون منذ عام 1801 | التغير السكاني في كارينجتون منذ عام 1801 | التغير السكاني في كارينجتون منذ عام 1801 | التغير السكاني في كارينجتون منذ عام 1801 | التغير السكاني في كارينجتون منذ عام 1801 | التغير السكاني في كارينجتون منذ عام 1801 | التغير السكاني في كارينجتون منذ عام 1801 | التغير السكاني في كارينجتون منذ عام 1801 | التغير السكاني في كارينجتون منذ عام 1801 | التغير السكاني في كارينجتون منذ عام 1801 | التغير السكاني في كارينجتون منذ عام 1801 | التغير السكاني في كارينجتون منذ عام 1801 |
| السنة                                    | 1801                                     | 1811                                     | 1821                                     | 1831                                     | 1841                                     | 1851                                     | 1861                                     | 1871                                     | 1881                                     | 1891                                     | 1901                                     | 1911                                     | 1921                                     | 1931                                     | 1951                                     | 1961                                     | 1971                                     | 2001                                     |
| ---------------------------------------- | ---------------------------------------- | ---------------------------------------- | ---------------------------------------- | ---------------------------------------- | ---------------------------------------- | ---------------------------------------- | ---------------------------------------- | ---------------------------------------- | ---------------------------------------- | ---------------------------------------- | ---------------------------------------- | ---------------------------------------- | ---------------------------------------- | ---------------------------------------- | ---------------------------------------- | ---------------------------------------- | ---------------------------------------- | ---------------------------------------- |
| السكان                                   | 435                                      | 480                                      | 531                                      | 552                                      | 559                                      | 536                                      | 521                                      | 469                                      | 438                                      | 568                                      | 514                                      | 522                                      | 531                                      | 504                                      | 627                                      | 642                                      | 488                                      | 396                                      |
| المصدر: رؤية بريطانيا عبر الزمن          |                                          |                                          |                                          |                                          |                                          |                                          |                                          |                                          |                                          |                                          |                                          |                                          |                                          |                                          |                                          |                                          |                                          |                                          |

## روابط خارجية
- محطة كارينغتون للطاقة